# الثعلة
الثعلة قرية سورية في منطقة مركز السويداء في محافظة السويداء. تقع غرب مدينة السويداء على بعد 12 كم وعلى ارتفاع 760 م عن سطح البحر، مساحة أراضيها 3.300 هكتار (42.7696 كم2). بلغ عدد سكانها عام 2004 وفقًا لمكتب الإحصاء المركزي السوري ما يقارب 4569 نسمة. 
تتميز الثعلة بكونها حلقة وصل بين جبل العرب وسهل حوران فهي امتداد لسهل حوران الجهة الشرقية، وهي إحدى القرى الحيوية، إذ تعتبر المدخل الغربي للمحافظة، تتسم بجمال فريد لكونها تقع بين الجبل وسهل حوران.
وزعت أراضي القرية بالعهد الإقطاعي وفقًا للولاء لولي الأمر.[بحاجة لمصدر]

## التسمية
يعود تسمية البلدة حسب المتعارف عليه إلى كثرة الثعالب في المنطقة قديماً، ويقال إن أول رجل سكن الثعلة كان أثعل الأسنان /الأسنان المتفرقة/. وأيضا الثعلبة نبتة تكثر في أراضيها.[بحاجة لمصدر]

## تاريخ
ظهرت اسم الثعلة في سجلات الضرائب العثمانية عام 1596 باعتبارها من ناحية بني ناصية في سنجق حوران . كان سكانها بالكامل من المسلمين يعيشون في 30 منزلاً. دفع الفلاحون ضريبة ثابتة بنسبة 25٪ على مجموعة متنوعة من المنتجات الزراعية بما في ذلك القمح (10500 آقجة) والشعير (2250) والمحاصيل الصيفية (1500) والماعز وخلايا النحل (500) و"ضريبة أخرى (250) أي ما يبلغ مجموعه 15000 آقجة.

## الموقع والحدود والمساحة

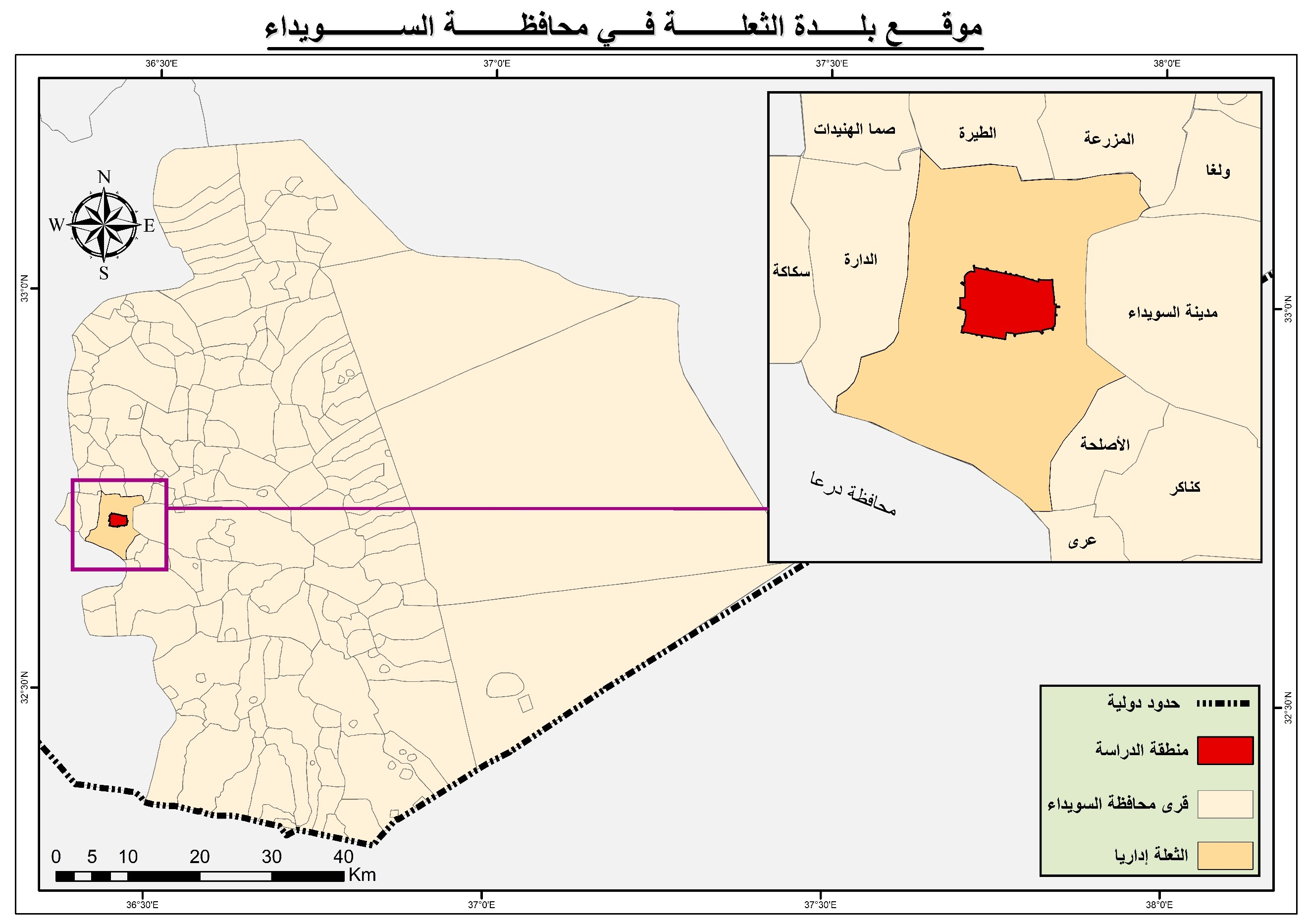
موقع بلدة الثعلة في محافظة السويداء

تقع بلدة الثعلة غرب محافظة السويداء جنوب القطر العربي السوري، وهي صلة الوصل بين مدينتي السويداء ودرعا.
يحدها من الشمال قريتي المزرعة والطيرة ومن الشرق مدينة السويداء ومن الجنوب أم ولد التابعة لمحافظة درعا ومن الغرب رخم والتابعة أيضاَ لمحافظة درعا، تقع بين دائرتي عرض 32° 39' 30'' و 32° 45' 00'' شمال خط الاستواء، وبين خطي طول 36° 23' 00'' و 36° 29' 30'' شرق غرينتش.